# والری کراوچنکو
والری کراوچنکو (روسی: Валерий Иванович Кравченко؛ ۲ فوریهٔ ۱۹۳۹ – ۳ سپتامبر ۱۹۹۶) بازیکن والیبال اهل اتحاد جماهیر شوروی سوسیالیستی بود.